# Ali Mabkhout
Ali Mabkhout, né le 5 octobre 1990 à Abou Dabi, est un footballeur international émirati évoluant au poste d'attaquant à Al Nasr SC.

## Palmarès

### Club
Al-Jazira
- Championnat des Émirats arabes unis (3)
  - Champion : 2011,  2017 et 2021
  - Vice-champion : 2009 et 2010

- Coupe des Émirats arabes unis (2)
  - Vainqueur : 2011 et 2012

- Supercoupe des Émirats
  - Finaliste : 2011 et 2012

### Sélection nationale
- Troisième de la Coupe d'Asie 2015.

## Distinctions personnelles
- Meilleur buteur de la Coupe d'Asie 2015 avec 5 buts.
- Figure dans l'équipe type de la Coupe d'Asie 2015.